# Íránské císařství
Íránský císařský stát (persky کشور شاهنشاهی ایران, Keshvar-e Shāhanshāhi-ye Irān), též Perský císařský stát, byl oficiální název íránského státu během vlády dynastie Pahlaví.
Státní útvar vznikl v roce 1925 a existoval až do roku 1979, kdy byla dynastie během islámské revoluce svržena, monarchie zrušena a založena dnešní Íránská islámská republika. Dynastii Pahlaví založil v roce 1925 Rezá Šáh, bývalý brigádní generál Perské kozácké brigády. Jeho vláda trvala až do roku 1941, kdy byl v důsledku britsko-sovětské invaze do Íránu, během druhé světové války, donucen abdikovat. Nástupcem se stal jeho syn Muhammad Rezá Pahlaví, který byl zároveň posledním íránským šáhem.
Dynastie Pahlaví se dostala k moci poté, co Ahmad Šáh Kadžár, poslední vládce z dynastie Kádžárovců, nebyl schopen zastavit zásahy do íránské suverenity ze strany Spojeného království a Sovětského svazu; jeho pozice byla extrémně oslabena vojenským převratem a během svého pobytu ve Francii byl parlamentem formálně odstaven od moci. Íránský Majlis, který se dne 12. prosince 1925 sešel jako ústavodárné shromáždění, sesadil mladého Ahmada Šáha Kadžára a novým šáhem císařského státu Persie prohlásil Rezu Šáha. Ten v roce 1935 požádal zahraniční delegáty, aby při oslovování země ve formální korespondenci začali používat označení Írán místo exonyma Persie.
Po íránském státním převratu v roce 1953, který podpořily Spojené království a Spojené státy, se vláda Muhammada Rezy Pahlavího stala autokratičtější a během studené války se pevně spojila se západním blokem. V souladu s touto změnou orientace íránské zahraniční politiky se země stala spojencem Spojených států, aby mohla působit jako hráz proti sovětskému ideologickému expanzionismu, což šáhovi poskytlo politický kapitál k uskutečnění do té doby nevídaného socioekonomického programu, který měl prostřednictvím bílé revoluce změnit všechny aspekty íránského života. Země následně zaznamenala pokrok ve všech oblastech, včetně gramotnosti, zdravotnictví a životní úrovně. Od roku 1978 čelil šáh rostoucí nespokojenosti veřejnosti, která vyvrcholila v plnohodnotné lidové revoluční hnutí vedené náboženským duchovním Rúholláhem Chomejním. V lednu 1979 odešel Muhammed Rezá Pahlaví se svou rodinou do exilu, což odstartovalo řadu událostí, které 11. února 1979 vedly k zániku monarchie a založení islámské republiky dne 31. března 1979. V roce 1980, kdy Muhammed Rezá Pahlaví zemřel, se hlavou dynastie v exilu stal jeho syn Kýros Rezá Pahlaví.

## Dějiny

### Založení

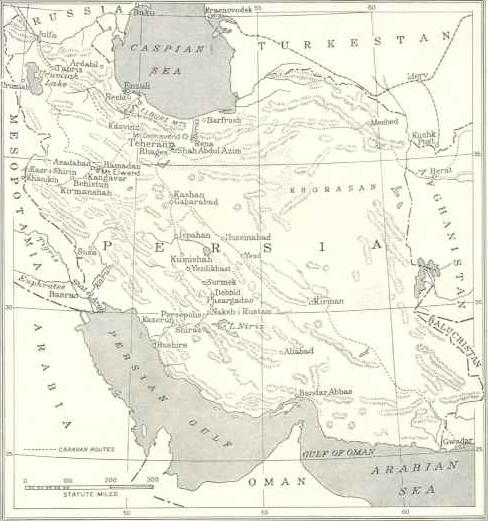
Persie v předvečer převratu Rezy Pahlavího (1925)

V roce 1925 svrhl Rezá Chán, bývalý brigádní generál perské kozácké brigády, posledního vládce z dynastie Kádžárovců. Prohlásil se králem (šáhem) a přijal dynastické jméno Pahlaví, které připomíná středoperský jazyk sasánovské říše. (Příjmení Pahlaví si pro sebe zvolil v listopadu 1919.) V polovině 30. let jeho silná světská vláda vyvolala nespokojenost některých skupin, zejména duchovenstva, které se stavělo proti reformám; střední a vyšší třída však zaujala k činům šáha kladný postoj. V roce 1935 vydal dekret, v němž žádal zahraniční delegáty, aby ve formální korespondenci používali termín Írán; „Persie“ je termín používaný lidmi ze Západu pro zemi, která se persky nazývá „Írán“. Jeho nástupce Muhammad Rezá Pahlaví v roce 1959 oznámil, že oba názvy, Persie i Írán, jsou přípustné a mohou být používány zaměnitelně.
Rezá Šáh se snažil vyhnout angažmá ve Velké Británii a Sovětském svazu. Ačkoli mnoho jeho rozvojových projektů vyžadovalo zahraniční technické znalosti, vyhýbal se zadávání zakázek britským a sovětským společnostem kvůli nespokojenosti mezi Persií, Spojeným královstvím a Sověty z dob dynastie Kádžárovců. Přestože Spojené království kontrolovalo prostřednictvím svého vlastnictví Anglo-Iranian Oil Company veškeré íránské ropné zdroje, Rezá Šáh dával přednost technické pomoci z Německa, Francie, Itálie a dalších evropských zemí. Po roce 1939 se tento krok stal problematickým, poněvadž Německo a Velká Británie se ve druhé světové válce staly nepřáteli. Rezá Šáh prohlásil Írán za neutrální zemi, ale Británie trvala na tom, že němečtí inženýři a technici v Íránu jsou špioni, kteří mají za úkol sabotovat britská ropná zařízení na jihozápadě země. Británie požadovala vyhoštění všech německých občanů z Íránu, ale šáh to odmítl učinit s prohlášením, že by to negativně ovlivnilo jeho rozvojové projekty.

### Druhá světová válka
V prvních letech druhé světové války země setrvávala v neutralitě. V dubnu 1941 válka dosáhla íránských hranic - premiér Rašíd Alí s pomocí Německa a Itálie provedl irácký státní převrat, který v květnu vyvolal anglo-iráckou válku. Německo a Itálie poslaly proasadovským silám v Iráku rychlou vojenskou pomoc ze Sýrie, ale Britové a jejich spojenci v období od května do července porazili proasadovské síly v Iráku a později i v Sýrii a Libanonu.
V červnu 1941 porušilo nacistické Německo pakt Ribbentrop–Molotov a napadlo Sovětský svaz, severního souseda Íránu. Sověti se rychle spojili se spojeneckými zeměmi. V červenci a srpnu 1941 Britové opakovaně požadovali, aby íránská vláda vyhnala všechny Němce. Šáh odmítl, a tak 25. srpna 1941 zahájili Britové a Sověti překvapivou invazi a šáhová vláda se po necelém týdnu bojů vzdala. Strategickým cílem bylo zajistit zásobovací linii do SSSR (později pojmenovanou Perský koridor), zajistit ropná pole a rafinerii Abadan (jejímž vlastníkem byla Anglo-Iranian Oil Company) a omezit německý vliv v Íránu. Následující invaze přinutila Rezu Šáha k abdikaci (učinil tak dne 16. září 1941) a na jeho místo nastoupil jeho 21letý syn Muhammad Rezá Pahlaví.

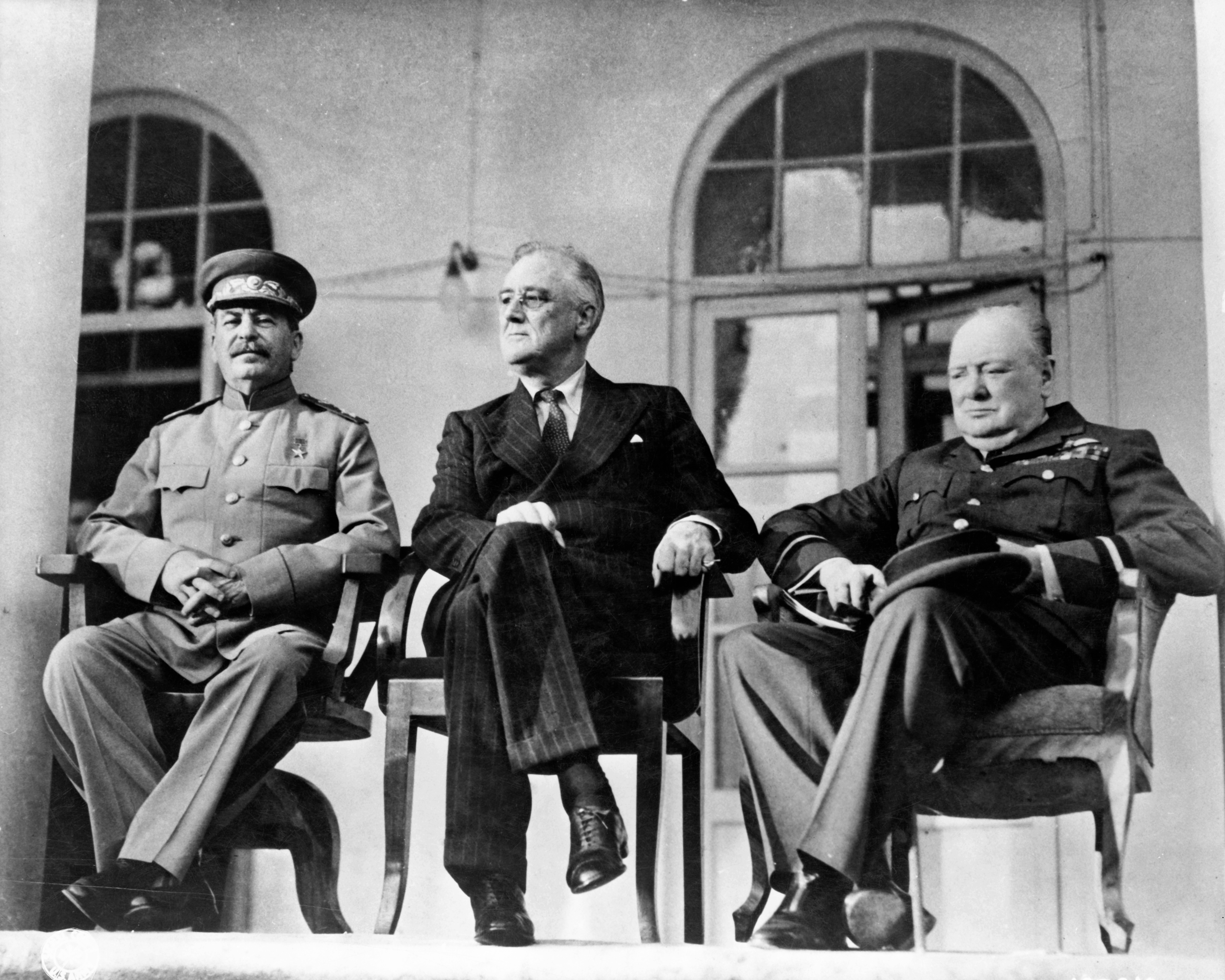
Představitelé „velké trojky“ na Teheránské konferenci (1943)

Pozbytek druhé světové války sloužil Írán jako hlavní síť pro britskou a americkou pomoc Sovětskému svazu a jako cesta, kudy před postupem Osy uprchlo více než 120 tisíc Poláků a polských ozbrojených sil. Na Teheránské konferenci v roce 1943 vydala spojenecká „velká trojka“ – Josif Stalin, Franklin D. Roosevelt a Winston Churchill – Teheránskou deklaraci, která měla zaručit poválečnou nezávislost a vymezení hranic Íránu.
Dne 13. září 1943 spojenci ujistili lid, že všechna zahraniční vojska zemi opustí do 2. března 1946. V té době již byla íránská komunistická strana Túde s parlamentním zastoupením stále militantnější a vlivná zejména na severu země, což podpořilo akce ze strany vlády, včetně pokusů íránských ozbrojených sil o obnovení pořádku v severních provinciích. Zatímco ústředí strany v Teheránu bylo obsazeno a pobočka v Isfahánu rozdrcena, sovětská vojska přítomná v severních částech země zabránila íránským silám v postupu. Do listopadu 1945 se tak Ázerbájdžán stal autonomním státem s podporou Túdehu. Tato prosovětská nominální vláda padla do listopadu 1946, neboť Spojené státy podpořily Írán ve zpětném zisku autonomních oblastí.
Na konci války setrvávala sovětská vojska v Íránu a vytvořila zde dva loutkové státy na severozápadě, a to Ázerbájdžánskou lidovou vládu a Mahábádskou republiku, cž vedlo k vypuknutí íránské krize v roce 1946, jední z prvních konfrontací studené války, která skončila poté, co byly SSSR přislíbeny ropné koncese a sovětská vojska se v květnu 1946 stáhla. Oba loutkové státy byly svrženy a ropné koncese zrušeny.

### Studená válka

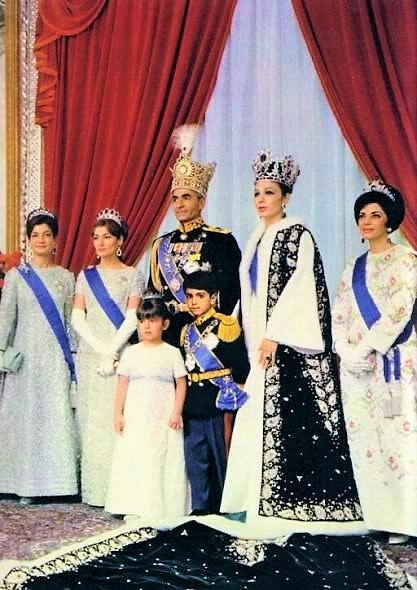
Muhammad Rezá Pahlaví a jeho manželka Farah Diba po korunovaci. Jeho manželka byla korunována jako šáhbanú Íránu.

Muhammad Rezá Pahlaví dne 16. září 1941 nahradil na trůnu svého otce. Chtěl pokračovat v reformní politice, ale brzy se mezi ním a starším profesionálním politikem, nacionalistickým Muhammadem Mosaddekem, rozpoutal boj o trůn.
V roce 1951 jmenoval Majlis (íránský parlament) poměrem hlasů 79:12 novým premiérem právě Muhammada Mossaddeka, který krátce nato znárodnil ropný průmysl vlastněný Brity (viz Abadánská krize). Proti Mosaddekovi se postavil šáh, který se obával, že následné ropné embargo uvalené Západem způsobí Íránu hospodářský krach. Rozhodl se z Íránu uprchnout. V srpnu 1953 Spojené království a Spojené státy provedly proti Mosaddekovi státní převrat a šáh dosazen zpět. Mosaddek byl následně zatčen prošáhovskými armádními jednotkami.
Po Mosaddekově svržení se země geopoliticky přimkla ke Spojeným státům. Během prezidentského období Johna F. Kennedyho považovaly Spojené státy Írán za důležitého spojence v regionu, protože jej vnímaly jako vzácný zdroj stability na Blízkém východě.
Byly realizovány rozsáhlé plány na vybudování íránské infrastruktury, začala vzkvétat nová střední třída a během necelých dvou desetiletí se Írán stal nespornou hlavní ekonomickou a vojenskou mocností Blízkého východu.[zdroj?]
Od 12. do 16. října 1971 probíhaly slavnosti k výročí 2 500 let od založení Perské říše, které připomínaly založení Achaimenovské říše Kýrem Velikým.

### Pád monarchie
Šáhova vláda potlačovala odpor s pomocí íránské tajné bezpečnostní a zpravodajské policie SAVAK. Mezi odpůrce patřili především levicoví aktivisté a islamisté.
V polovině 70. let šáh zahájil řadu ještě ambicióznějších a odvážnějších plánů pokroku své země a pochod k „bílé revoluci“. Jeho sociálně-ekonomické pokroky však stále více dráždily duchovenstvo. Islámští vůdci, zejména pak exilový duchovní ájatolláh Rúholláh Chomejní, tuto nespokojenost dokázali soustředit pomocí ideologie spjaté s islámskými principy, která volala po svržení šáha a návratu k islámským tradicím, tzv. islámskou revoluci. Šáhův režim se po rozsáhlých povstáních v letech 1978–1979 zhroutil. Islámská revoluce rozpustila SAVAK a nahradila jej složkou SAVAMA. Podle amerických zdrojů a íránských exilových zdrojů v USA a v Paříži tuto složku po revoluci řídil generál Husejn Fardúst, který byl za vlády Muhammada Rezy Páhlavího zástupcem velitele SAVAK a přítelem svrženého monarchy.
Šáh odešel do exilu, léčil se v Egyptě, Mexiku, Spojených státech a Panamě a nakonec se s rodinou usadil v Egyptě jako host Anvar as-Sádáta. Po jeho smrti se stal hlavou dynastie jeho syn Kýros Rezá Pahlaví, který byl 26. října 1967 formálně uveden do úřadu korunního prince. Společně se svou manželkou žije ve Spojených státech ve městě Potomac ve státě Maryland se třemi dcerami.
Od roku 2013 vede v Paříži Íránskou národní radu, která slouží jako exilová vláda pro znovuzískání bývalého trůnu po případném svržení současné vlády Islámské republiky. V únoru 2019 však Pahlaví zahájil iniciativu nazvanou Íránský projekt Fénix. Ta má podle National Interest „sblížit různé opoziční kmeny ke společné vizi postduchovního Íránu“.

## Politika
Politický systém císařského státu byl založen na parlamentní konstituční monarchii, v níž byl šáh hlavou státu a premiér předsedou vlády.
Národní poradní shromáždění byl jednokomorový parlament. V roce 1949 byl zřízen Senát jako horní komora parlamentu a poradní shromáždění se stalo dolní komorou.

## Odkaz
Během panování dynastie Kádžárovců nebyl perský charakter státu příliš zřetelný. Přestože západní obyvatelé zemi označovali jako Persii a dominantním jazykem na dvoře i ve státní správě byla perština, dichotomie mezi čistě perským a turkickým prvkem zůstávala zřejmá až do roku 1925. Dynastie Pahlaví se zasloužila o nacionalizaci v souladu s perskou kulturou a jazykem, které bylo mimo jiné dosaženo úředním zákazem používání menšinových jazyků (jako je ázerbájdžánština) a úspěšným potlačením separatistických hnutí. Rezá Šáh Pahlaví se zasloužil o sjednocení pod silnou centrální vládou. Užívání menšinových jazyků ve školách a novinách nebylo tolerováno. Následný režim (Íránská islámská republika) zaujal ve vztahu k používání etnických menšin a jejich jazyků vstřícnější přístup, nicméně problémy týkající se Ázerů, největší íránské etnické menšiny, přetrvávají a představují značnou výzvu pro jednotu a územní celistvost.

## Lidská práva
Vládci císařského státu, Rezá Šáh Pahlaví a jeho syn Muhammad Rezá Pahlaví, používali k potlačení politického disentu tajnou policii, mučení a popravy. Dynastie Pahlaví bývá někdy označována jako „císařská diktatura“ či „vláda jednoho muže“.[zdroj?] Podle jedné báje se mučení a týrání vězňů občas měnilo.[zdroj?] Kromě toho se země v letech 1941–1953 těšila krátkému intermezzu demokracie.[zdroj?]

## Korupce
Manouchehr Ganji vedl protikorupční studijní skupinu, která během 13 let předložila nejméně 30 oznámení s podrobnostmi o korupci mezi vysoce postavenými úředníky a královským dvorem, ale šáh tyto zprávy označil za „falešné zvěsti a výmysly“. Podle Parvíze Sabetiho, vysoce postaveného úředníka SAVAK, byla nařčení z korupce jedním z faktorů úspěšné opozice.